# Sansesystemet
Sansesystemet er den del af nervesystemet der er ansvarlig for behandling af sensorisk information. Sansesystemet er en fællesbetegnelse for de sanseorganer og -enheder der findes i en organisme, herunder sensoriske receptorer, neurale forbindelser, og de dele af hjernen, der er involveret i bearbejdningen af sensoriske receptorers stimulering. Almindeligt anerkendte humane sansesystemer processerer visuelle, auditive, somatiske (føle-), gustatoriske (smags-), olfaktoriske (lugt-) og vestibulære (balance-/bevægelses-) input. Kort sagt, sanser er moniteringer  af den fysiske verden, som bearbejdes og fortolkes, og derved danner grundlag for vores opfattelse af omgivelser.

## Sanser og receptorer
Blandt neurologer er der debat om det konkrete antal sanser, grundet forskellige definitioner af hvad en sans egentlig er. I følge Gautama Buddha og Aristoteles, er der klassificeret fem 'traditionelle' menneskelige sanser, som er blevet alment accepterede; føle-, smags-, lugte-, syns- og høresansen. Andre sanser, som er accepterede i klassen pattedyr, inklusive mennesket, omfatter nociception, equilibrioception, kinaesthesia, og thermoception. Derudover besidder dyreverdenen en lang række sanser som vi mennesker ikke besidder. Dette gælder blandt andet infrarød termoception, magnetoception og elektroreception. Derudover debatteres der hvorvidt det vomeronasale organ er funktionelt i mennesker.

## References
1. ↑  Krantz, John. "Experiencing Sensation and Perception - Chapter 1: What is Sensation and Perception?" (Pdf). s. 1.6. Hentet 16. maj 2013.
2. ↑  Hofle, M., Hauck, M., Engel, A. K., & Senkowski, D. (2010).